# 高木吉友
高木 吉友（たかぎ よしとも、1924年（大正13年）1月25日 - 1991年（平成3年）6月3日）は、日本の実業家。

## 略歴
秋田県雄勝郡院内町出身。旧姓は伊藤。明治大学法学部中退。
養父から受け継いだ商店を企業として発展させ、不動産・旅行代理店・家電量販店等の事業にも進出。首都圏を代表するスーパーマーケットチェーン忠実屋を築き上げた。1954年に株式会社化すると社長に就任し、1991年に会長となった。同年6月3日、心不全のため死去。
1987年藍綬褒章を受章。